# Productivisme
Productivisme is een vorm van economisch denken en handelen, waarbij de productiviteit centraal staat. Zo veel en zo snel mogelijk willen produceren tegen zo laag mogelijke kosten om zo veel mogelijk winst te kunnen maken is vaak het doel van een industrieel bedrijf, wat dus productivistisch kan genoemd worden.
Iemand zal zichzelf weliswaar bijna nooit een productivist noemen, het zijn vaak de politieke protesten die naar hun mening iemand als een productivist bestempelen. Politieke tegenhangende ideologieën zijn bijvoorbeeld: ecologisme, anarchisme en het socialisme.